# Mario Vojkovic
Mario Lovre Vojkovic (* 11. Jänner 1995 in Klagenfurt) ist ein österreichischer Fußballspieler.

## Karriere

### Verein
Vojkovic begann seine Karriere beim FC Kärnten. 2003 schloss er sich dem Klagenfurter AC an. 2007 wechselte er nach Kroatien zum RNK Split. Nach sechs Jahren in der Jugend des RNK Split wechselte er zur Saison 2013/14 zum Zweitligisten NK Dugopolje. Sein Debüt in der 2. HNL gab er im August 2013, als er am dritten Spieltag jener Saison gegen den HNK Segesta Sisak in der Startelf stand und in der Halbzeitpause durch Josip Serdarušić ersetzt wurde. In seinen zwei Jahren bei Dugopolje absolvierte Vojkovic 31 Zweitligaspiele, in denen er ohne Torerfolg blieb.
Im August 2015 schloss er sich dem Ligakonkurrenten NK Imotski an. Nach einem halben Jahr bei Imotski wechselte er in der Winterpause der Saison 2015/16 zum Drittligisten NK Junak Sinj. Im Sommer 2016 wechselte er zum HNK Zmaj Makarska. Nach einem halben Jahr bei Zmaj Makarska schloss er sich in der Winterpause der Saison 2016/17 der Zweitmannschaft von Hajduk Split an, mit der er zu Saisonende in die 2. HNL aufstieg. Nach dem Aufstieg kam er jedoch zu keinem Einsatz mehr und so wurde er in der Winterpause der Saison 2017/18 an den NK Dugopolje verliehen, für den er jedoch auch nicht zum Einsatz kam.
Zur Saison 2018/19 wechselte Vojkovic zum Erstligisten NK Rudeš. Sein Debüt in der 1. HNL gab er im Juli 2018, als er am ersten Spieltag jener Saison gegen Dinamo Zagreb in der Startelf stand. Im September 2018 erzielte er bei einem 1:1-Remis gegen den NK Slaven Belupo Koprivnica sein erstes Tor in der höchsten kroatischen Spielklasse. Im Februar 2019 wechselte er nach Slowenien zum NK Krško. Mit Krško stieg er zu Saisonende aus der 1. SNL ab.
Daraufhin kehrte er zur Saison 2019/20 nach Österreich zurück und wechselt zum Zweitligisten SV Ried, bei dem er einen bis Juni 2021 laufenden Vertrag erhielt. Für Ried absolvierte er 15 Spiele in der 2. Liga. Am Saisonende stieg er mit dem Verein in die Bundesliga auf. Nach dem Aufstieg verließ er den Verein wieder.
Danach wechselte Vojkovic im September 2020 wieder nach Kroatien, diesmal zum Erstligisten NK Istra 1961, bei dem er einen bis Juni 2022 laufenden Vertrag erhielt. Für Istra kam er in der Saison 2020/21 allerdings nur dreimal in der 1. HNL zum Einsatz. Nach der Saison 2020/21 verließ er den Verein vorzeitig. Daraufhin kehrte er im Juli 2021 nach Österreich zurück und wechselte zum Zweitligisten SKU Amstetten. Für Amstetten kam er zu 18 Zweitligaeinsätzen. Nach der Saison 2021/22 verließ er die Niederösterreicher wieder.
Im Anschluss kehrte er im August 2022 nach Kroatien zum Drittligisten RNK Split zurück, für den er bereits in seiner Jugend gespielt hatte. Zur Saison 2023/24 wechselte er zum HNK Sloga Mravince. Im Februar 2024 kehrte er nach Österreich zurück und wechselte zum fünftklassigen SVH Waldbach.

### Nationalmannschaft
Vojkovic absolvierte im April 2013 gegen Montenegro sein einziges Spiel für die österreichische U-18-Auswahl.